# Casandrino
Casandrino è un comune italiano di 13 068 abitanti della città metropolitana di Napoli in Campania.

## Geografia fisica

### Territorio
Posto ai confini dell'agro aversano, fa parte dell'area frattese e insieme ai comuni confinanti è parte integrante della grande conurbazione settentrionale di Napoli.

## Origini del nome
Durante il feudalesimo, Casandrino ebbe il nome di "Casale" per l'aumento delle case che si formavano nel territorio allo scopo di metterlo a coltura. Ma è la sua trasformazione in "Casandrino" che porta con sé alcuni dubbi.
Alcuni studiosi del luogo suppongono che derivi da Casa Trina, territorio con tre case. Etimologia molto criticabile in quanto costituirebbe un ibridismo d'italiano e latino; si sarebbe detto senz'altro Trecase, e non Casatrina.
Altri farebbero derivare Casandrino da Casa Andropon, dal greco ανθρωπος, che significa casa dell'uomo, ma sembra essere davvero troppo generico come nomen urbis.
Né può derivare da Androna che era il luogo pubblico dove gli uomini si radunavano per le discussioni, in quanto sembra improbabile che i pochi abitanti del tempo avessero bisogno di un "forum" dove riunirsi e discutere.
Secondo la tradizione popolare, il nome di Casandrino deriverebbe da "casa di Sandrino" che doveva essere il primo o uno dei primi abitanti della zona, forse un contadino di nome Sandro che abitava e lavorava in quel luogo, o forse il proprietario di quella parte di terra situata appunto dove sorge oggi la città.
Ma la più attendibile fra le possibili etimologie sostenute è che Casandrino derivi da Casa Andrena, cioè luogo sicuro circondato da mura: Andrena, locus operÌus undequaque condusus. Tale tesi viene autorevolmente sostenuta nel libro Casandrino, nella sua storia di ieri e di oggi del P. Lett. Cherubino Caiazzo, Provinciale Emerito degli Agostiniani di Napoli, il quale pone a fondamento della sua tesi etimologica alcuni atti della S. Visita fatta dai Vescovi di Aversa (Archivio Vescovile) che chiamano questo territorio Casandrenus (Casa-Andrena) e da una pergamena del periodo Normanno dove si legge che un certo Amerigo, figlio di Ugone della villa di Casandrena, dona all'abadessa del monastero di S. Biagio parte del suo territorio (anno 1122).

## Storia
Casandrino, come tutti gli altri comuni dell'area sita a nord di Napoli, è di origine osca. Tuttavia, le notizie più certe si fanno risalire all'epoca romana, più precisamente all’età repubblicana, quando, grazie alla distribuzione dell'Ager Publicus, molti coloni, lasciata Roma, vennero a stabilirsi nell'agro napoletano, favoriti ed incoraggiati dai saggi criteri dell'Urbe, la quale, conquistate le terre, le distribuiva appunto ai coloni col canone di alcuni "nummi". Questi coloni, avendo a disposizione, come propria, una certa zona di terreno, pensarono subito di costruirvi le casae, modeste e povere abitazioni con davanti uno spiazzo per sé e la famiglia, la quale cresceva senza preoccupazioni, contentandosi del poco. Naturalmente, col volgere degli anni, le casae si ingrandirono con più ampi fabbricati e più vaste corti, fino a formare dei piccoli villaggi e delle borgate, le quali, prima di diventare in epoca molto posteriore dei veri e propri paesi e comuni autonomi (ciò che avvenne largamente durante il ducato di Napoli) furono denominati casali e presero il nome dalle ville dei patrizi o da quei coloni che per primi vi avevano preso stanze.

## Monumenti e luoghi di interesse

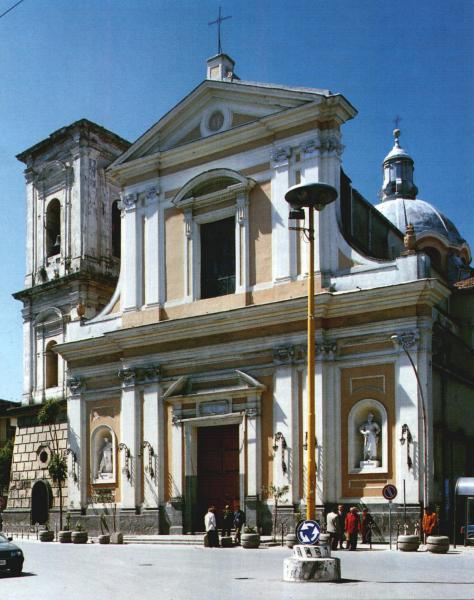
La Chiesa di Maria Assunta

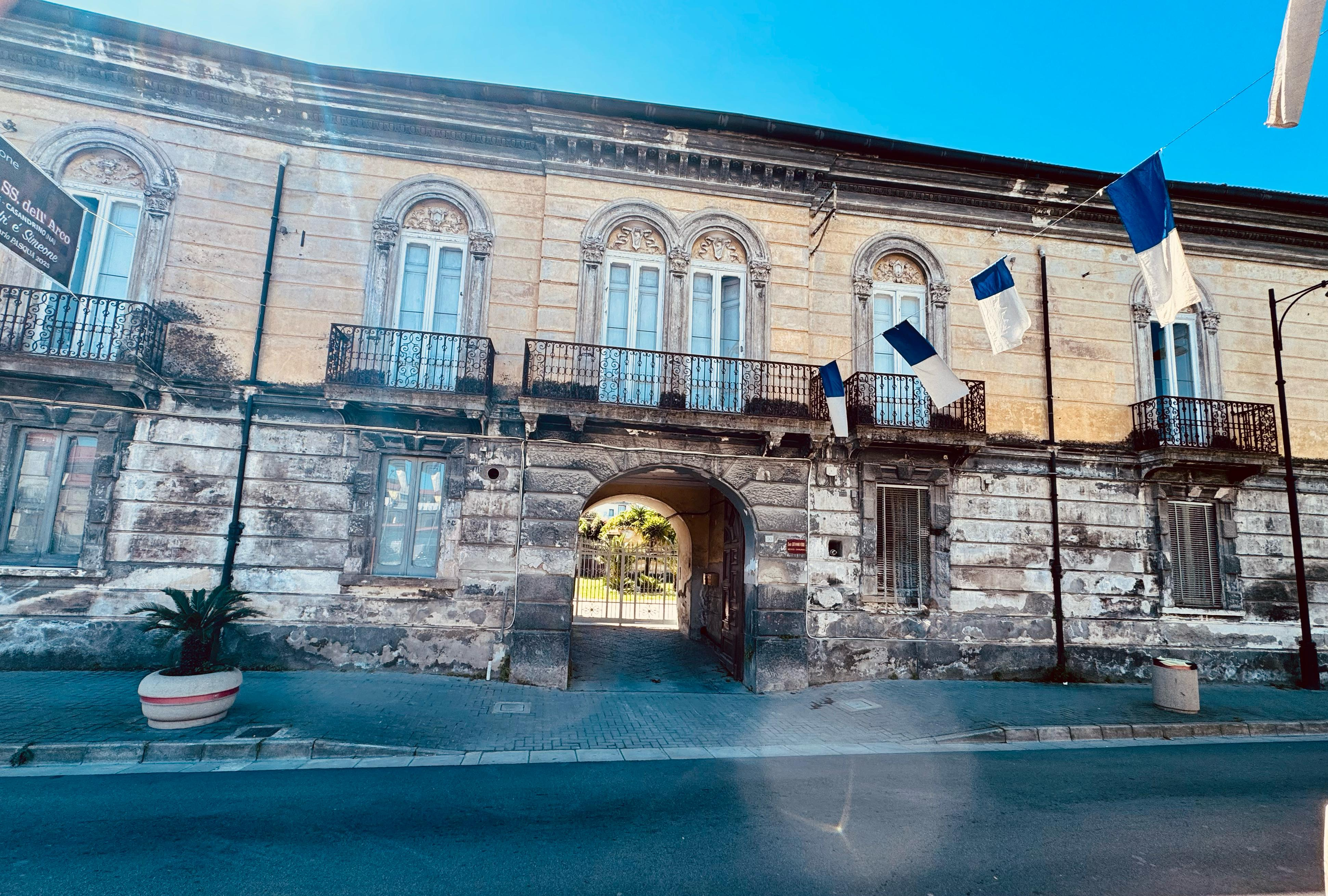
Palazzo Migliaccio Verde. Ingresso Principale

- Palazzo Migliaccio Verde . Ingresso Principale Santuario di Santa Maria Assunta in Cielo, (Madonna di Casandrino)
- Chiesa del Sacro Cuore di Gesù
- Palazzo Migliaccio/Verde (via Michele Praus n.50)
- Palazzo Praus  (Piazza Cappella dell'Immacolata)

## Società

### Evoluzione demografica
Abitanti censiti

### Etnie e minoranze straniere
Al 1º gennaio 2022 i cittadini stranieri residenti a Casandrino erano 1 236, corrispondenti al 9,2% della popolazione. Le nazionalità maggiormente rappresentate erano:
1. Bangladesh 616 4,6%
2. Pakistan 339 2,5%
3. India 63 0,4%
4. Burkina Faso 54 0,4%
5. Ucraina 36 0,2%
6. Cina 18 0,1%
7. Guinea 14 0,1%

### Religione
Il comune rientra nella diocesi di Aversa

## Infrastrutture e trasporti
Casandrino condivide con Sant'Antimo lo svincolo dell'Asse Mediano  ed è raggiungibile anche tramite la Circumvallazione esterna di Napoli, inoltre era servita da autolinee della CTP che collegavano Napoli al suo circondario.
Nel periodo compreso fra il 1882 e il 1961 la località era servita da due fermate tranviarie poste lungo diramazioni rispettivamente delle linee Napoli-Aversa/Giugliano e Napoli-Frattamaggiore, gestite a cura della Société Anonyme des Tramways Provinciaux (SATP).

## Amministrazione
Di seguito è presentata una tabella relativa alle amministrazioni che si sono succedute in questo comune.
| Periodo           | Periodo           | Primo cittadino             | Partito                       | Carica              | Note  |
| ----------------- | ----------------- | --------------------------- | ----------------------------- | ------------------- | ----- |
| 1946              | 1950              | Arcangelo Caiazzo           | Democrazia Cristiana          | Sindaco             | [ 7 ] |
| 1950              | 1956              | Giovanni cav. De Angelis    | Democrazia Cristiana          | Sindaco             | [ 7 ] |
| 1956              | 1960              | Domenico De Angelis         | Democrazia Cristiana          | Sindaco             | [ 7 ] |
| 1960              | 1962              | Alveo Fondina               | Democrazia Cristiana          | Sindaco             | [ 7 ] |
| 1962              | 1964              | Domenico De Angelis         | Democrazia Cristiana          | Sindaco             | [ 7 ] |
| 1964              | 1968              | Antonio Chiacchio           | Democrazia Cristiana          | Sindaco             | [ 7 ] |
| 1968              | 1971              | Rocco Galdieri              | Democrazia Cristiana          | Sindaco             | [ 7 ] |
| 1971              | 1971              | Giovanbattista Mastrosimone |                               | Comm. pref.         | [ 7 ] |
| 1971              | 1975              | Aurelio Paciolla            | Partito Socialista Italiano   | Sindaco             | [ 7 ] |
| 1975              | 1982              | Rocco Galdieri              | Democrazia Cristiana          | Sindaco             | [ 7 ] |
| 1982              | 1985              | Raffaele Di Virgilio        | Democrazia Cristiana          | Sindaco             | [ 7 ] |
| 1985              | 1988              | Nicola Morelli              | PSDI                          | Sindaco             | [ 7 ] |
| 10 maggio 1988    | 21 giugno 1990    | Amerigo Galdieri            | Democrazia Cristiana          | Sindaco             | [ 7 ] |
| 21 giugno 1990    | 2 agosto 1991     | Alfredo Di Lorenzo          | Democrazia Cristiana          | Sindaco             | [ 7 ] |
| 2 agosto 1991     | 3 agosto 1991     | Tullio Amato                |                               | Comm. straordinario | [ 7 ] |
| 2 agosto 1991     | 3 agosto 1991     | Modesto Caputo              |                               | Comm. straordinario | [ 7 ] |
| 2 agosto 1991     | 3 agosto 1991     | Calogero Cortimiglia        |                               | Comm. straordinario | [ 7 ] |
| 3 agosto 1991     | 7 giugno 1993     | Cortimiglia Caputo-amato    |                               | Comm. straordinario | [ 7 ] |
| 7 giugno 1993     | 31 dicembre 1994  | Francesco Lamanna           | lista civica                  | Sindaco             | [ 7 ] |
| 31 dicembre 1994  | 24 aprile 1995    | Giuseppe Vecchi             |                               | Comm. straordinario | [ 7 ] |
| 24 aprile 1995    | 22 ottobre 1996   | Antimo Silvestre            | lista civica                  | Sindaco             | [ 7 ] |
| 30 ottobre 1996   | 28 aprile 1997    | Maria Gabriella Pazzanese   |                               | Comm. straordinario | [ 7 ] |
| 28 aprile 1997    | 16 febbraio 1998  | Luigi Morelli               | PSDI, PRC, PDS                | Sindaco             | [ 7 ] |
| 16 febbraio 1998  | 17 aprile 2000    | Mariolina Goglia            |                               | Comm. straordinario | [ 7 ] |
| 16 febbraio 1998  | 17 aprile 2000    | Vincenzo Sposito            |                               | Comm. straordinario | [ 7 ] |
| 16 febbraio 1998  | 17 aprile 2000    | Antonio De Jesu             |                               | Comm. straordinario | [ 7 ] |
| 17 aprile 2000    | 5 aprile 2005     | Antimo Chianese             | L'Ulivo, I Verdi, SDI         | Sindaco             | [ 7 ] |
| 5 aprile 2005     | 30 marzo 2010     | Antimo Silvestre            | AN, FI, CCD                   | Sindaco             | [ 7 ] |
| 30 marzo 2010     | 22 dicembre 2010  | Antimo Silvestre            | lista civica (PdL)            | Sindaco             | [ 7 ] |
| 22 dicembre 2010  | 18 maggio 2011    | Luigia Sorrentino           |                               | Comm. pref.         | [ 7 ] |
| 18 maggio 2011    | 27 giugno 2016    | Antimo Silvestre            | Alleanza nei valori (PdL)     | Sindaco             | [ 7 ] |
| 27 giugno 2016    | 19 ottobre 2017   | Sossio Chianese             | Alleanza nei valori           | Sindaco             | [ 7 ] |
| 23 ottobre 2017   | 10 giugno 2018    | Rosanna Sergio              |                               | Comm. pref.         | [ 7 ] |
| 10 giugno 2018    | 6 gennaio 2020    | Salvatore Volpe             | Casandrino democratica (PD)   | Sindaco             |       |
| 7 gennaio 2020    | 20 settembre 2020 | Giovanni Lucchese           |                               | Comm. pref.         | [ 7 ] |
| 22 settembre 2020 | 20 aprile 2023    | Rosa Marrazzo               | lista civica (Vivi la scelta) | Sindaco             | [ 8 ] |
| 21 aprile 2023    | 10 giugno 2024    | Roberto Esposito            |                               | Comm. pref.         | [ 7 ] |
| 10 giugno 2024    | in carica         | Rosa Marrazzo               | lista civica (Vivi la scelta) | Sindaco             |       |